# Montemale di Cuneo
Montemale di Cuneo (piemontesisch Montmal, okzitanisch Mountomal) ist eine Gemeinde mit 233 Einwohnern (Stand 31. Dezember 2023) in der italienischen Provinz Cuneo (CN), Region Piemont.

## Lage und Einwohner
Montemale di Cuneo liegt 20 km westlich von der Provinzhauptstadt Cuneo entfernt. Zur 11  km² großen Gemeinde zählen noch die Weiler San Giorgio, Ricogno, Piatta Sottana und Piatta Soprana. 
Die Nachbargemeinden sind Caraglio, Dronero, Monterosso Grana und Valgrana.

## Geschichte

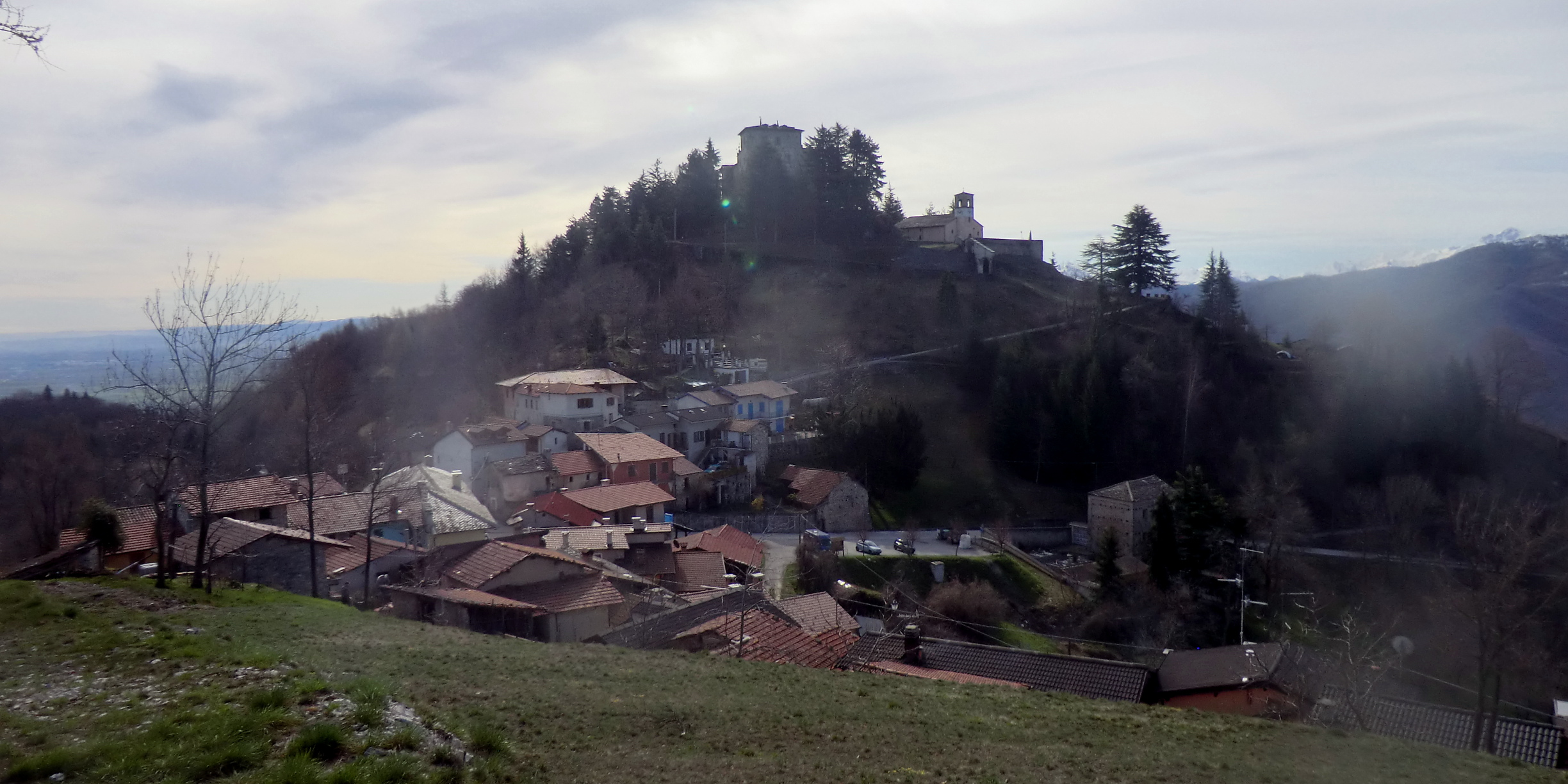
Montemale di Cuneo mit Burg

Von Montemale gibt es seit 1098 Nachrichten, als Rodolfo, Herr des Ortes, und seine Frau Richelda dem Kloster Savigliano einige Besitztümer schenkten. Im Jahr 1170 wurden die Montemales Vasallen der Markgrafen von Saluzzo und dehnten ihre Besitztümer auch auf Vottignasco und einen Teil der Stadt Saluzzo aus, wo sie lange Zeit lebten. Der Marquis Enrico di Busca zollte 1244 der Gemeinde Cuneo seinen Besitz auf dem Gebiet von Montemale und überließ Montemale 1265 dem Grafen von Provenza.
Am 20. März 1281 schloss Tommaso I. einen Vertrag mit den Markgrafen von Busca ab, die sich Saluzzo unterwarfen. Der Vertrag wurde von den Einwohnern von Cuneo als Anspruch auf die Gebiete Montemale und Dronero angesehen. Im selben Jahr eroberten die Cuneo-Leute Dronero und Montemale. Die letzten regierenden Mitglieder der Familie Montemale waren Giovanni und Giacomo, die vertrieben wurden, nachdem sie sich mit Manfredo, dem Herrn von Cardè, verbündet hatten. Der Marquis von Saluzzo, Federico II., nahm den Montemales nach dem Bündnis mit den Provenzalern deren Lehen weg, vereinigte sie mit denen von Monterosso, Valgrana und Pradleves und übergab sie 1384 seinem Bruder Eustachio von Saluzzo. Die Montemales waren gezwungen, ihr Lehen aufzugeben und nach Cuneo zu ziehen. Von da an war die Stadt bis zur Herrschaft der Savoyer mit dem Schicksal des Markgrafen von Saluzzo verbunden. 
Während des Zweiten Weltkriegs diente die Burg Montemale als Gefängnis für Offiziere der jugoslawischen Armee, die während der Invasion Jugoslawiens, die am 6. April 1941 begann, von der königlichen Armee gefangen genommen wurden.